# Волче (община Толмин)
Вижте пояснителната страница за други значения на Волче.
Волче (на словенски: Volče; на италиански: Volzana) е село в Словения, регион Горишка, община Толмин. Според Националната статистическа служба на Република Словения през 2015 г. селото има 578 жители.